# Sioux Lookout Airport
Sioux Lookout Airport är en flygplats i Kanada. Den ligger i den sydöstra delen av landet, 1 300 km väster om huvudstaden Ottawa. Sioux Lookout Airport ligger 383 meter över havet. Den ligger vid sjön Little Lake.
Terrängen runt Sioux Lookout Airport är platt. Trakten runt Sioux Lookout Airport är nära nog obefolkad, med mindre än två invånare per kvadratkilometer.. Närmaste större samhälle är Sioux Lookout, 1,7 km sydväst om Sioux Lookout Airport. 
I omgivningarna runt Sioux Lookout Airport växer i huvudsak blandskog.